# Spodnja Sveča
Spodnja Sveča – wieś w Słowenii, w gminie Majšperk. W 2018 roku liczyła 54 mieszkańców.